# Cayo Acuario
El Cayo Acuario o Cayo Rosa (en inglés: Acuario Cay o Rose Cay), es un cayo de Colombia que se localiza a los 12°33' de Latitud Norte y 81°41' de Longitud Oeste, ubicado en el Departamento de San Andrés y Providencia, al este de la isla de San Andrés.

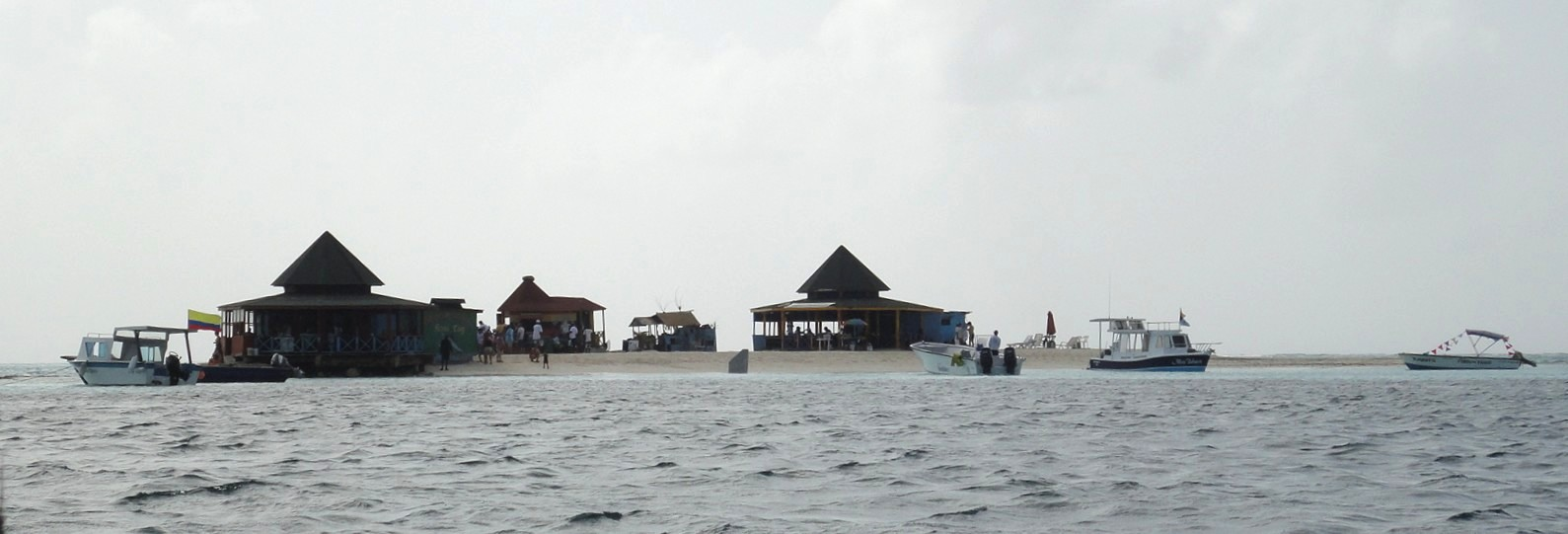
Cayo Acuario desde el oeste

Su mayor atractivo, como su nombre indica, es la gran cantidad de peces que se encuentra en el lugar conocido como "El Acuario"; el sitio se encuentra muy cerca de su cayo hermano el Islote Córdoba (Cayo Haines), siendo un paso casi obligado cuando los turistas van para el Islote Sucre (Johnny Cay).